# Thomas Such
Thomas Such (19 de febrero de 1963) es un bajista y cantante alemán de thrash metal. También conocido como Tom Angelripper es el líder de la banda Sodom.
A la vez de ser el cantante y bajista (la pieza clave de Sodom, ya que es el único de la formación del grupo, que siempre ha estado presente) es también uno de los creadores del thrash metal alemán, junto con Mille Petrozza de Kreator, Marcel "Schmier" Schirmer de Destruction y otros frontman de bandas como Tankard.

## Discografía

### ConOnkel Tom Angelripper
| Año  | Título                                |
| ---- | ------------------------------------- |
| 1996 | Ein schöner Tag                       |
| 1998 | Ein Tröpfchen voller Glück            |
| 1999 | Ein Strauß bunter Melodien            |
| 2000 | Ich glaub´nicht an den Weihnachtsmann |
| 2001 | Das Blaueste Album Der Welt           |
| 2011 | Nunc Est Bibendum                     |
| 2014 | H.E.L.D.                              |
| 2018 | Bier Ernst                            |

### ConSodom
| Fecha de lanzamiento     | Título                 | Lista de Alemania |
| ------------------------ | ---------------------- | ----------------- |
| 5 de mayo de 1984        | In The Sign Of Evil    |                   |
| 1 de mayo de 1986        | Obsessed by Cruelty    |                   |
| 1 de diciembre de 1987   | Persecution Mania      |                   |
| 1 de junio de 1989       | Agent Orange           | #36               |
| 1 de octubre de 1990     | Better Off Dead        |                   |
| 1 de agosto de 1992      | Tapping The Vein       | #56               |
| 1 de enero de 1994       | Get What You Deserve   | #45               |
| 1 de junio de 1995       | Masquerade in Blood    | #76               |
| 24 de febrero de 1997    | 'Til Death Do Us Unite |                   |
| 31 de mayo de 1999       | Code Red               |                   |
| 22 de octubre de 2001    | M-16                   | #88               |
| 24 de abril de 2006      | Sodom                  | #64               |
| 28 de septiembre de 2007 | The Final Sign of Evil |                   |
| 22 de noviembre de 2010  | In War and Pieces      | #64               |
| 29 de abril de 2013      | Epitome of Torture     |                   |
| 28 de noviembre de 2014  | Sacred Warpath (EP)    |                   |
| 26 de agosto de 2016     | Decision Day           |                   |
| 27 de noviembre de 2020  | Genesis XIX            |                   |